# Bateria B-47-2
Bateria B-47-2 – bateria sprzężona fortu 47 (bateria 2).
Bateria obrony dalekiej, 6-działowa, prostokątna, z fosą klasyczną, wałem ziemnym, pięcioma poprzecznicami, w tym trzema w formie schronów prostopadłościennych, jednokondygnacyjnych, kamienno-stalowo-betonowych. Zbudowana w latach 1902–1903, na zapolu fortu 47a, przy al. 29 Listopada w Krakowie.